# Rhizoecus ladoniae
Rhizoecus ladoniae är en insektsart som beskrevs av Hambleton 1979. Rhizoecus ladoniae ingår i släktet Rhizoecus och familjen ullsköldlöss. Inga underarter finns listade i Catalogue of Life.